# Ruth Becker
Pour les articles homonymes, voir Becker.
Ruth Becker (28 octobre 1899 - 6 juillet 1990) est l'une des dernières survivantes du naufrage du Titanic. Née en Inde, elle est la fille d'un missionnaire américain. En 1912, elle part aux États-Unis avec sa mère et ses frère et sœurs pour soigner son petit frère malade. Pour ce faire, la famille embarque sur le paquebot qui fait naufrage le 15 avril 1912.
Durant le drame, elle est séparée du reste de la famille et embarque seule dans un canot. Elle s'y illustre cependant par son courage et son altruisme.
Après la catastrophe, elle poursuit ses études, devient institutrice et se marie. Ce n'est qu'à sa retraite qu'elle accepte d'évoquer ses souvenirs du Titanic. Après sa mort, ses cendres sont, selon sa volonté, dispersées en mer au-dessus de l'épave.

## Biographie

### Jeunesse et famille
Ruth Becker naît le 28 octobre 1899 à Guntur en Inde. Elle est la fille d'Allen Oliver Becker, missionnaire luthérien en Inde, et de Nellie E. Becker (née Baumgardner). Elle a également une jeune sœur, Marion, née en 1907, et un petit frère, Richard, né en 1910. Un autre enfant, Luther, était né à Lima dans l'Ohio en 1905, mais est mort en Inde en 1907.
En 1912, le jeune Richard âgé de 1 ans et demi tombe gravement malade et doit être emmené aux États-Unis pour y recevoir des soins. Tandis que le père de famille reste en Inde, Nellie Becker entreprend le périple avec ses enfants.

### Naufrage duTitanic

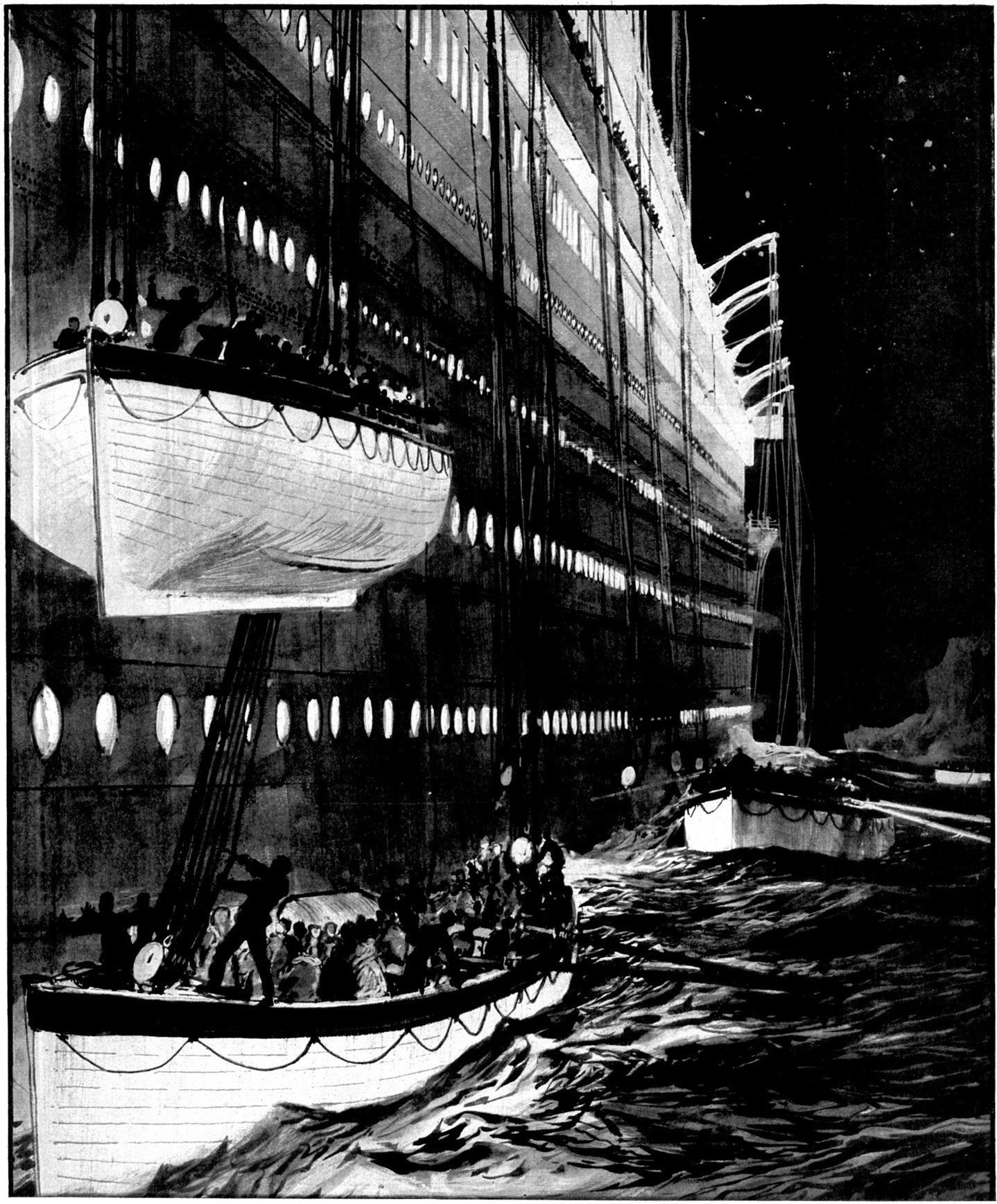
Ruth Becker a pris place sans sa famille dans le canot no 13, qui a failli être écrasé par le 15 lors de sa descente et s'est arrêté à 60 cm du canot où se trouvait Ruth.

Au matin du 10 avril 1912, à Southampton en Angleterre, Ruth Becker, sa mère, son frère et sa sœur embarquent à bord du paquebot Titanic où la famille a un billet en deuxième classe. La jeune fille raconte alors que le voyage durera sept jours avec encore deux arrêts, un à Cherbourg en France et le dernier à Queenstown en Irlande. Ruth raconte s'être le jour même promenée dans le bateau avec sa sœur et avoir remarqué que chacun des passagers n'avait pas le droit de se déplacer librement dans les autres classes. En décrivant sa cabine, la jeune Ruth se rappelle qu'elle était « très semblable à une grande chambre d'hôtel, aussi grande. Tout était neuf, tout neuf il y avait des couchages pour chacun d'entre nous et un lavabo pour notre toilette. ». Elle raconte aussi que la salle à manger de la 2e classe était très luxueuse, que les chaises était attachées au sol et qu'elle tournait cela amusait beaucoup sa petite sœur, que le menu était très bien garni et qu'il y avait deux services, un à 18 h et un à 19 h. Elle raconte également, par la suite, avoir promené sur le pont le petit Richard dans un landau fourni par la compagnie le 12 avril et avoir réussi à se faufiler dans les promenades couvertes des 1ere classe et par une fenêtre avoir aperçu la salle à manger des premières classes.
La traversée se déroule sans encombre jusqu'au lundi 15 avril, lorsqu'à 00 h 00, le paquebot heurte un iceberg et commence à faire naufrage alors que l'équipage ne signale qu'un léger accident. La famille Becker rejoint le pont des embarcations une heure plus tard, puis Ruth retourne alors chercher des couvertures dans la cabine pour se protéger du froid intense qui règne cette nuit-là. De retour sur le pont, les quatre Becker se trouvent près des canots situés sur tribord à l'arrière. Richard et Marion sont vite placés dans le canot no 11 qui commence à descendre. Leur mère, paniquée, réussit à y embarquer et demande à Ruth, restée sur le navire, de monter dans un autre canot. La jeune fille se présente alors devant le canot no 13 et demande à un officier la permission de rentrer. Celui-ci la prend dans ses bras et la place dans le canot, tellement chargé que la jeune fille doit rester debout. L'embarcation connaît également un sort particulier : le canot voisin manque en effet de l'écraser et est sauvé de justesse. Ruth raconte alors avoir entendu les membres de l'équipage jouer une musique qui à son avis semblait être Plus près de toi, mon Dieu.
À bord du canot, Ruth Becker se démarque par son comportement altruiste : elle distribue en effet les couvertures récupérées dans sa cabine aux passagers de son embarcation. À Leah Aks, une passagère de troisième classe désespérée de voir que son bébé, le petit Frank Aks, a été embarqué dans le canot 11, la jeune fille promet de l'aider à récupérer son enfant. Au lever du jour, les rescapés sont récupérés par le Carpathia venu à leur secours. À bord, Ruth Becker aide sa compagne d'infortune à chercher son bébé, lorsqu'une femme lui indique que sa propre mère la cherche. La famille Becker est ainsi réunie au complet. Leah Aks retrouve finalement son fils. Tout l'équipage du Carpathia sera alors récompensé d'une médaille pour avoir sauvé les survivants. Ce n'est qu'à 2h25 du matin que le Titanic a définitivement sombré. Il n'y avait que 48 bouées pour les 2 200 personnes à bord.

### Vie privée et professionnelle
Le jeudi 18 avril, le Carpathia atteint New York. Comme les autres rescapés, la famille Becker débarque dans la soirée et est accueillie par une foule de journalistes et de curieux. À ceux qui se ruent vers elle pour poser des questions, Nellie Becker déclare : « Ne me demandez rien. Demandez à Ruth, elle vous racontera tout ». Après s'être frayés un chemin dans la foule, les Becker parviennent à une voiture qui les emmène.
Becker poursuit ensuite ses études dans l'Ohio et le Kansas. Elle épouse un camarade de classe, Daniel Blanchard, avec qui elle a deux enfants. Le couple divorce cependant après vingt ans de mariage, et Ruth Becker devient professeur. Nellie Becker, pour sa part, est particulièrement troublée par le naufrage et en ressort mentalement fragile. Elle se brouille fortement avec sa fille Marion, au point de ne pas se présenter à ses funérailles lorsqu'elle meurt de tuberculose en 1944. Lorsqu'elle-même meurt en 1961, son testament montre quelques tensions au sein de la famille. Elle lègue en effet tout à son fils Richard, négligeant Ruth qui devient en revanche exécutrice testamentaire.
Richard Becker se marie pour sa part une première fois, mais son épouse meurt prématurément. Il meurt en 1975 après un second veuvage. Ruth Becker continue quant à elle à enseigner. Jusqu'à sa retraite, elle refuse toutefois de parler du Titanic, et même ses enfants ne sont mis au courant de son expérience que tard.

### Fin de vie
Après sa retraite, Becker accepte d'évoquer le naufrage, répond à des interviews, et participe à des rencontres organisées par la Titanic Historical Society. En 1990, elle participe également à une croisière au Mexique. C'est la première fois qu'elle prend la mer depuis 1912.
Elle meurt le 6 juillet de la même année, à l'âge de 90 ans. Ses cendres sont, selon sa volonté, réparties au-dessus de l'épave du Titanic, comme l'ont également fait le quatrième officier Joseph Boxhall et le passager de troisième classe Frank Goldsmith, dans la mesure des connaissances approximatives du lieu du naufrage à l'époque de leur décès, antérieur à la découverte de l'épave pour ces deux hommes.